# Mike Carey
Pour les articles homonymes, voir Carey.
Œuvres principales
- Lucifer
- Hellblazer
- Crossing Midnight
- Série Celle qui a tous les dons
- Série Rempart

Mike Carey, connu également sous le nom de M. R. Carey, né en 1959 à Liverpool, est un écrivain britannique de comics et de romans. Il s'est fait connaitre avec la série Lucifer pour l'éditeur Vertigo.

## Biographie
Mike Carey est né en 1959 à Liverpool en Angleterre. Il a étudié à Oxford avant de devenir professeur pendant quinze ans et de finalement se consacrer uniquement à l'écriture de comics.

## Œuvres

### Comics

#### Vertigo
- Crossing Midnight
- God Save the Queen
- Hellblazer #175-215
- Lucifer
- The Sandman Presents
- The Unwritten

#### Marvel Comics
- Ultimate Fantastic Four
- Ultimate Vision
- X-Men

#### Autres éditeurs
- Red Sonja
- Wetworks

### Romans

#### SérieFelix Castor
1. (en) The Devil You Know[1], 2007
2. Cercle vicieux, Bragelonne, 2010 ((en) Vicious Circle, 2008)
3. La Mort dans l'âme, Bragelonne, 2010 ((en) Dead Men's Boots, 2009)
4. (en) Thicker Than Water, 2009
5. (en) The Naming of the Beasts, 2009
6. (en) The Ghost in Bone, 2024

#### SérieCelle qui a tous les dons
1. Celle qui a tous les dons[2], L'Atalante, coll. « La Dentelle du cygne », 2014 ((en) The Girl With All The Gifts, 2014)L'auteur a écrit le scénario du film qui en est adapté en 2016
2. La Part du monstre, L'Atalante, coll. « La Dentelle du cygne », 2018 ((en) The Boy on the Bridge, 2017)

#### SérieRempart
1. Le Livre de Koli, L'Atalante, coll. « La Dentelle du cygne », 2021 ((en) The Book of Koli, 2020)
2. Les Épreuves de Koli, L'Atalante, coll. « La Dentelle du cygne », 2022 ((en) The Trials of Koli, 2020)
3. La Chute de Koli, L'Atalante, coll. « La Dentelle du cygne », 2022 ((en) The Fall of Koli, 2021)

#### SérieThe Pandominion
1. (en) Infinity Gate, 2023
2. (en) Echo of Worlds, 2024

#### Romans indépendants
- (en) The Steel Seraglio[3], 2012Écrit avec Linda Carey et Louise Carey.
- La Cité de soie et d'acier, L'Atalante, coll. « La Dentelle du cygne », 2023 ((en) The House of War and Witness, 2014), trad. Mathilde Montier, 528 p.  (ISBN 979-10-360-0161-1)Écrit avec Linda Carey et Louise Carey.
- Fellside, L'Atalante, coll. « La Dentelle du cygne », 2019 ((en) Fellside, 2016)
- Une autre moi-même, L'Atalante, coll. « La Dentelle du cygne », 2023 ((en) Someone Like Me, 2018)
- (en) Once Was Willem, 2025

### Jeux vidéo
- X-Men: Destiny (2011)